# 糯稻
糯稻（學名：Oryza sativa var. glutinosa），又稱稌，禾本科一年生草本植物，是稻的黏性变种，在籼稻和粳稻品种中都有糯稻变种。
糯稻脱壳的米在中国南方称为糯米（閩南語、閩東語、莆仙語皆稱“秫米”），而北方则多称为江米，是制造黏性小吃，如粽、八寶粥、各式甜品的主要原料。《西京杂记》载，汉代有九月九日吃蓬饵之俗，“九月九日，佩茱萸、食蓬饵、饮菊花酒、食人长寿。”“食蓬饵以祓妖邪。”餌即古代之糕，原料是米粉，可以是稻米粉或黍米粉。糯米也是酿造醪糟（甜米酒）的主要原料。在外貌上，糯米為不透明的白色。糯米與其他稻米的最主要分別是它所含的澱粉中以支鏈澱粉為主，達95%至100%，因而煮後較具黏性，口感也比一般白米软。
糯稻在老挝、泰国、柬埔寨、越南、马来西亚、印度尼西亚、缅甸、尼泊尔、孟加拉国、北印度、中国大陸、日本、韩国、台湾和菲律宾均有种植。据估计，约85%的老挝稻米产出为糯米。

## 糯米的分类
稻米分为4个品种：籼米、粳米、籼糯米、粳糯米，后两者就是糯米。按照品質等级，籼糯米与粳糯米各分为一级、二级、三级。
按外觀來分，“白糯米”是糯稻去除稻殼、糠層及胚芽的糯米，又稱為江米；又細分為圓糯米（圓短的粳糯），長糯米（細長的秈糯）。“黑糯米”是糯稻只去除稻殼，保留米糠層及胚芽，因含花青素而呈現黑紫色，又稱為黑米、紫米；“紅糯米”與黑糯米相同，只是花青素含量不同，呈現不同色澤，俗稱紅米。

## 糯米食品

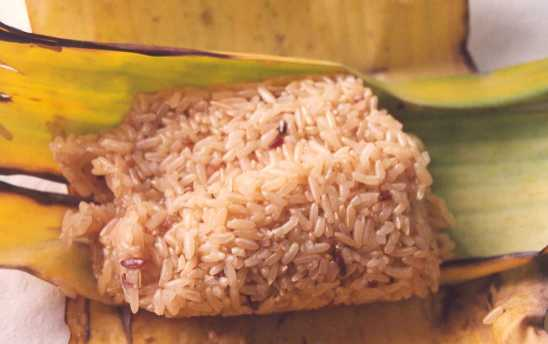
蕉叶糯米包

### 糕類
- 年糕：中國各地均有不同口氣的咸甜口味年糕，以糯米粉制成。（所谓日本年糕和朝鲜年糕，实际上是打糕）
- 打糕：以煮熟的糯米饭入石臼以木棒捶打而成，广泛分布于东亚各地。制作完成后就在水里保存，防止裂开。可存放半年或更久。烹制时可用油煎、火烤、爆炒等。变软后浸入打散的鸡蛋再烹制效果更佳。
- 筒仔米糕：台灣各地的糯米類小吃，與油飯類似，但卻是在竹筒或鐵罐中炊煮而成，口味濃郁。
- 鹹米糕：台灣各地的糯米類小吃之一，與油飯類似，但油飯是糯米蒸熟後加入配料拌炒，而鹹米糕是糯米蒸熟後放上肉燥。
- 葡紫糕：是台灣朴子的伴手禮，由黑糯米（又稱紫米）拌上蛋糕糊加上葡萄乾製成，受到當地名眾的喜愛。

### 粽類
- 粽子：中國端午節傳統的食品，相傳粽子的發明與古代中國詩人屈原投江有關。粽子使用箬竹叶或蘆葦葉包裹糯米或黃米和其他輔料如棗、豆沙、火腿等，隔水煮熟而成。

### 丸類
- 汤圆、元宵：是中國節日的食物，一般在元宵节前后入湯或糖水裡拌吃。湯圓煮後湯比較清，元宵煮後湯比較濃，因此喝湯如同喝糯米面粥。
- 珍珠丸：將調味過的絞肉捏製成貢丸，外面黏上生糯米，一同蒸熟增加食用口感。

### 餡類
- 糯米雞及珍珠雞：一種中國廣東點心，糯米雞由於份量較多較易飽滯。因此，近年數十年的廣東酒樓推出材料相同，體積卻只有几分之一的珍珠雞。
- 糯米腸（又稱米腸）：一種結合香腸和糯米的小吃，將調味後的糯米塞入洗淨後的豬大腸，成為攜帶方便的糯米腸。

### 其他類
- 酒釀（又稱）：用糯米飯加入酒藥（由米和食用真菌製成）發酵而成。另一普遍吃法是加入湯圓成「酒釀湯圓」（又稱酒釀丸子）。
- 黑糯米食品：黑糯米又稱紫米，常被用於冷熱甜品中，而其營養價值也較高。
- 糯米糍：用糯米粉糰，通常會包入豆沙或蓮蓉的餡料。
- 糖不甩：用糯米粉糰，沾上糖漿、花生碎和芝麻。

### 補充
- 油飯
- 生炒糯米飯
- 最中
- 麻糬
- 糯米卷、糯米糕
- 粢飯糰
- 粢飯糕
- 紅龜粿、红桃粿
- 雪米糍
- 冰皮月餅
- 三合泥
- 三大炮
- 茶粄
- 切糕
- 米血糕
- 糯米丸子
- 糍粑

## 其他用途
除了做為食物外，糯米亦可用做建材，中國明朝的建築工人將糯米湯與標準砂漿混合，發明了糯米砂漿，糯米砂漿也成了中國傳統建築中使用的砂漿。
另外，糯米亦可用做粘著劑，以前的漿糊是以糯米製造的，甚至因為沒有化學添加物的緣故而可以吃；但在現代糯米製成且沒有化學添加物的漿糊已經很少見。